# Benedetto Paconati
Benedetto Paconati (falecido em 1445) foi um prelado católico romano que serviu como Bispo de Bagnoregio (1438–1445) e Bispo de Ario (1434–1438).

## Biografia
No dia 22 de setembro de 1434, Benedetto Paconati foi nomeado pelo Papa Eugénio IV como Bispo de Ario. A 10 de janeiro de 1438, foi nomeado por Eugênio IV como Bispo de Bagnoregio, onde serviu como bispo até à sua morte em 1445.
Enquanto bispo, serviu como principal co-consagrador de Miguel Padrolo, Bispo de Nemosia (1443); Johann Krewel, bispo de Ösell (1443); e João Manuel, Bispo de Ceuta (1444).